# Região Centro-Norte (Burquina Fasso)
O Centro-Norte (francês: Centre-Nord) é uma das treze regiões administrativas de Burquina Fasso criadas em 2 de julho de 2001. Sua capital é a cidade de Kaya.

## Províncias
A Região Centro-Norte é constituída por três províncias:
- Bam
- Namentenga
- Sanmatenga

## Demografia
| 1985    | 1996    | 2006      |
| 729 189 | 928 321 | 1 202 025 |